# Dos ídolos (álbum)
Dos ídolos es un álbum recopilatorio lanzado por Marco Antonio Solís y Pepe Aguilar el 27 de septiembre del 2005.

## Lista de canciones
Créditos adaptados de Allmusic.

| Dos ídolos |                              |                     |          |  |
| N.º        | Título                       | Escritor(es)        | Duración |  |
| 1.         | «Tu amor o tu desprecio»     | Marco Antonio Solís | 3:17     |  |
| 2.         | «Me falta valor»             | Pepe Aguilar        |          |  |
| 3.         | «O me voy o te vas»          | Marco Antonio Solís | 4:49     |  |
| 4.         | «Yo la amo»                  | Pepe Aguilar        |          |  |
| 5.         | «La venia bendita»           | Marco Antonio Solís | 3:13     |  |
| 6.         | «Cruz de olvido»             | Pepe Aguilar        |          |  |
| 7.         | «Te me vas»                  | Marco Antonio Solís | 3:53     |  |
| 8.         | «He venido a pedirte perdón» | Pepe Aguilar        |          |  |
| 9.         | «Más que tu amigo»           | Marco Antonio Solís | 3:32     |  |
| 10.        | «Cielo rojo»                 | Pepe Aguilar        |          |  |
| 11.        | «Si no te hubieras ido»      | Marco Antonio Solís | 4:49     |  |
| 12.        | «Échame a mí la culpa»       | Pepe Aguilar        |          |  |